# Ladies of Leisure
Ladies of Leisure ist ein US-amerikanischer Spielfilm von 1930 von Frank Capra und seine erste Zusammenarbeit mit Barbara Stanwyck.

## Handlung
Jerry Strong ist der künstlerisch begabte Sohn eines Eisenbahnmagnaten. Eines Tages verlässt er, angewidert von der Oberflächlichkeit der Gäste, eine Party, die ihm zu Ehren gegeben wird. Er trifft auf Kay Arnold, die ebenfalls, jedoch aus ganz anderen Gründen, von einer Gesellschaft geflohen ist. Kay arbeitet als Partygirl, was eine euphemistische Bezeichnung für Teilzeitprostituierte ist. Jerry mag Kay, wie sie ist und will sie als Modell für sein Bild mit dem Titel „Hope“, also „Hoffnung“, einsetzen. Am nächsten Tag, während Kay und Jerry über die Konzeption des Bildes diskutieren, kommen Jerrys Verlobte und sein guter Freund Bill Standish hinzu. Bill ist von Kay fasziniert und lädt die junge Frau zu einem Trip nach Havanna ein. Kay jedoch hat sich in Jerry verliebt und beginnt sich für ihn zu ändern. Recht bald gehen ihr jedoch seine ständigen Nörgeleien auf die Nerven, und erst nach einer dramatischen Auseinandersetzung finden die beiden die notwendige künstlerische Beziehung. Kay ist nach einer langen Sitzung ermüdet und übernachtet im Atelier auf dem Sofa. Am nächsten Morgen wollen sich die beiden endlich ihre Liebe gestehen, als Mr. Strong, Jerrys Vater, das Atelier betritt. Er sieht in Kay nur ein Flittchen, eine Goldgräberin, die auf Geld aus ist. Er droht Jerry zu enterben, wenn er die Liaison weiterführen sollte. Jerry will Kay heiraten und mit ihr in Arizona leben. Gerade als die beiden aufbrechen wollen, spricht Jerrys Mutter ein ernstes Wort mit Kay. Sie weist die junge Frau auf ihre niedrige Herkunft und ihren zweifelhaften Ruf hin und dass eine Ehe Jerry hinabziehen würde auf ihr Niveau. Kay ist verzweifelt und doch bewegt von den Argumenten. Sie bricht mit Jerry und ist schon auf dem Weg zu Bill, als Dot Lamar, die beste Freundin von Kay, zu Jerry läuft und ihm die wahren Hintergründe enthüllt. Jerry eilt zum Hafen, doch das Schiff hat bereits abgelegt. Kay ist mittlerweile so verzweifelt, dass sie, kaum an Bord, über die Reling in den Hafen springt, um sich zu ertränken. Doch sie wird gerettet und wacht im Krankenhaus auf, wo Jerry an ihrem Bett sitzt und beteuert, dass alles gut werden wird.

## Hintergrund
Barbara Stanwyck war ein bekannter Name am Broadway, als sie 1929 mit ihrem damaligen Mann Frank Fay nach Hollywood ging. Die Ehe verlief von Anfang an stürmisch und der Umstand, dass Stanwyck zunächst keine guten Filmrollen bekam, verschlimmerte die häusliche Misere noch weiter. Fay war Alkoholiker und schlug Stanwyck regelmäßig. Mehr als einmal musste sie nachts vor ihrem Ehemann zu ihrer Freundin Joan Crawford flüchten. Die Szenen ihrer Ehe lieferten William A. Wellman die direkte Vorlage für A Star Is Born von 1937. Schließlich unterschrieb Stanwyck einen schlecht dotierten Vertrag bei Columbia Pictures, damals noch ein B-Studio ohne Stars oder bekannte Regisseure. Durch Zufall bekam sie im November 1929 die Chance auf ein Vorsprechen für die Rolle der Kay Arnold in der Verfilmung des Bühnenstücks Ladies of the Evening, die unter der Regie von Frank Capra auf die Leinwand gebracht werden sollte. Capra war durch einige Abenteuerfilme bekannt geworden. Der Film wurde am Ende die finanziell erfolgreichste Produktion des Studios bis dahin. Stanwyck bekam eine Gage von $ 8.000.
Der Regisseur war sich der reichlich antiquierten Moral der Vorlage bewusst und spielte die melodramatischen Momente herunter zugunsten der Gefühle zwischen Kay und Jerry. Beide haben viel gemeinsam: Sie sind einsam und unverstanden und sehnen sich nach Anerkennung und einem Gegenüber, das sie so nimmt, wie sie wirklich sind. Die Rolle der Kay wurde von Capra als nach außen zynische Frau angelegt, die alles gesehen hat und doch noch an das Gute im Menschen glaubt. Er fand in Barbara Stanwyck die ideale Besetzung. Stanwyck war in ärmsten Verhältnissen in Brooklyn aufgewachsen und hatte, seit sie 15 war, ununterbrochen für ihren Lebensunterhalt gearbeitet. Sie gab der Rolle die geforderte Mischung aus Härte und Verletzlichkeit. Für Frank Capra war es zunächst eine ungewohnte Erfahrung, mit einer Schauspielerin zu arbeiten, die spontan und unvoreingenommen an die Rolle ging und meist mit der ersten Aufnahme die optimale Darstellung bot. Er nahm Rücksicht auf Stanwyck und hielt den Drehstab an, sich ihrem Tempo anzupassen und nicht umgekehrt.
Die Schauspielerin kam nicht nur wegen dieser Rücksichtnahme gut mit Capra zurecht. Sie führte aus:
He loved actors. That’s another great secret of his. Some directors don’t like actors, you know, they really don’t, and you can almost smell it. But, he did. And he liked women--not in a lecherous way, he just liked women […] He didn’t demean them in any way.
Er liebte Schauspieler. Das ist ein weiteres großes Geheimnis von ihm. Einige Regisseure mögen keine Schauspieler, sie wissen, sie mögen sie einfach nicht und können sie nicht ausstehen. Er jedoch mochte Schauspieler. Und er mochte Frauen – nicht auf eine lüsterne Art, er mochte sie einfach. Er setzte sie auf keine Weise herab.
Die beiden arbeiteten noch bei vier weiteren Filmen zusammen. Columbia drehte von Ladies of Leisure noch eine etwas kürzere Stummfilmfassung, da Anfang 1930 noch nicht alle Kinos in den USA und insbesondere die ausländischen Märkte auf die Tontechnik umgestellt waren.
Der Erfolg brachte Stanwyck das Angebot von RKO, die weibliche Hauptrolle in Cimarron zu übernehmen, doch am Ende bekam Irene Dunne den Part. Samuel Goldwyn bot dem Studio $ 85.000, Stanwyck für die Verfilmung von Street Scene zu gewinnen. Die Rolle ging an Sylvia Sidney.

## Kritik
Der Kritiker der New York Times, Mordaunt Hall, lobte die intelligente Behandlung eines sensiblen Themas.
The […] photoplay is a searching portrayal of a type of metropolitan girl known as a „gold-digger“ and stands quite alone for its amusing dialogue, the restrained performances of nearly all the players and a general lightness of handling […] Barbara Stanwyck as Kay Arnold […] shows a most gratifying ability for comprehending the requirements of her role. […] Miss Stanwyck’s part is easily believable, and one is impelled to sympathize with her trial in sacrificing her accustomed life for a strange one in order to win the love of her man.
Der […] Film eine genaue Schilderung der Art von Großstadtmädchen, die auch als „Goldgräberinnen“ bekannt sind und zeichnet sich durch seine amüsanten Dialoge, die zurückhaltende Darstellung fast aller Schauspieler und eine Leichtigkeit der Handlung aus. […] Barbara Stanwyck als Kay Arnold […] zeigt eine bemerkenswerte Fähigkeit, die Anforderungen der Rolle zu meistern. […] Miss Stanwyck ist in ihrer Rolle glaubwürdig und man begegnet ihr mit Sympathie bei ihrem Bemühen, sich aus Liebe für einen Mann zu ändern und ihr bisheriges Leben aufzugeben.
Im Magazin Photoplay wurde ausgeführt:
Halfway through, the audience choked up. Something was happening…a real, beautiful, thrilling wonder had been born.
Ungefähr in der Mitte der Handlung wachte das Publikum auf. Etwas war geschehen. ein wirkliches, schönes, aufregendes Wunder war geschehen.